# Monti Arakan
I monti Arakan (noti anche come Arakan-Yoma o monti Chin) sono una catena montuosa situata lungo il confine tra India e Birmania (Myanmar); costituiscono uno dei contrafforti sud-orientali dell'Himalaya.
La catena montuosa corre lungo la parte occidentale della Birmania, negli stati Chin e Rakhine - noto in passato come Arakan -, prolungandosi negli stati indiani di Mizoram e Manipur dove si collega ai monti Mizo. A nord-est, invece, si collega ai monti Patkai. A sud, i monti Arakan seguono la costa birmana fino a quando non sprofondano nel golfo del Bengala a capo Negrais.
Culminano con i 3070 m del Nat Ma Taung (monte Victoria), situato nella parte meridionale dello stato Chin. L'altezza delle montagne continua a diminuire procedendo verso sud. Sul lato indiano, i monti Phawngpui («monti blu») raggiungono i 2164 m. Le montagne sono per lo più ricoperte da foreste di pini e di teak.
La regione dei monti Arakan è abitata principalmente da uomini di etnia zo.